# Розсошний
Розсо́шний (рос. Рассошный) — річка в Республіці Комі, Росія, права притока річки Велика Ляга, правої притоки річки Печора. Протікає територією Троїцько-Печорського району.
Річка протікає на південь.